# 高島秀武のマンモス歌謡ワイド
高島秀武のマンモス歌謡ワイド（たかしまひでたけのマンモスかようワイド）は、かつてニッポン放送の土曜日昼から夕方の時間帯で放送されていたラジオ番組。パーソナリティは当時ニッポン放送のアナウンサー高島秀武。放送期間は1979年7月21日から1981年4月25日まで。「オリコン全国ヒット速報ベスト100」というサブタイトルがついていた。

## 放送時間
- 毎週土曜日　12:00～16:30

## 出演者
- パーソナリティ:高島秀武
- アシスタント:石渡洋子
- 情報:小池聰行

## 概要
当番組は1977年10月8日にスタートした『タコ社長のマンモス歌謡ワイド』の後継番組であり、「高島ヒゲ武」のマイクネームで同番組にアシスタントとして出演していた高島が、マイクネームを「高島秀武」に変更してメインパーソナリティを務めた。
番組構成は『タコ社長のマンモス歌謡ワイド』と同じく、12時から14時30分と14時30分から16時30分の2部構成となっており、14時30分からは『ニッサンラジオ・プラザ』として放送していた。この『ニッサンラジオ・プラザ』は、『タコ社長のマンモス歌謡ワイド』開始以前は単独で放送されていた番組であり（放送開始は1976年4月10日）、『高島秀武のマンモス歌謡ワイド』終了後は再び単独番組に戻って、1986年までこのタイトルでの放送が継続されていた。
主な内容は、オリコン調べによる一週間のレコード売り上げベスト100の発表。主な企画には、最高賞金5万円が当たる「ベスト5予想クイズ」、当選者はもれなく1000円がもらえるゲーム。プレゼントにはその週のベスト10のレコードが1枚ずつ全10枚、オリコンヒットチャートが掲載された新聞がそれぞれ用意されていた。

## 内包番組
（）

12時00分～13時00分
- ニュース・天気予報
- 交通情報

13時00分～14時00分
- 交通情報・天気予報

14時00分～14時30分
- ニュース・天気予報
- カレーのサンタがやってきた とびだせ街角リクエスト（1979年）司会はツービート[3]
- 木藤隆雄のあしたのベストテンコーナー（1980年～1981年）

14時30分～16時30分
- ニッサンラジオ・プラザ